# Домпјер о Боа
Домпјер о Боа (фр. Dompierre-aux-Bois) насеље је и општина у североисточној Француској у региону Лорена, у департману Меза која припада префектури Комерси.
По подацима из 2011. године у општини је живело 44 становника, а густина насељености је износила 5,45 становника/km². Општина се простире на површини од 8,07 km². Налази се на средњој надморској висини од 910 метара (максималној 382 m, а минималној 253 m).

## Демографија
| 1962. | 1968. | 1975. | 1982. | 1990. | 1999. | 2011. |
| ----- | ----- | ----- | ----- | ----- | ----- | ----- |
| 37    | 49    | 45    | 44    | 51    | 45    | 44    |

График промене броја становника у току последњих година